# Slavko Mihalić
Slavko Mihalić, hrvaški pesnik in akademik, * 16. marec 1928, † 5. februar 2007.
Bil je redni član HAZU (od 1991) in dopisni član Slovenske akademije znanosti in umetnosti (od 6. junija 1995).
Prevajal je slovenske pesnike (zlasti sodobne) v hrvaščino, dvakrat je bil predsednik hrvaške pisateljske zveze; mdr. je leta 1994 prejel Kristal Vilenice, leta 2000 pa še nagrado Vilenica.